# 칠원군
| Daedongyeojido (Gyujanggak) 18-02.jpg |  |
|                                       |  |

칠원군(漆原郡)은 함안군 동북의 칠원읍, 칠서면, 칠북면과 월경지였던 창원시 마산합포구 구산면의 옛 행정구역이다.

## 유래
칠원이라는 이름은 거의 상고시대까지 그 연원을 찿을 수 있다. 삼한시대에 변진접도국(弁辰接塗國)이 있었는데 우리 기록에서는 이를 칠포국(漆浦國)으로 기록하고 있고 나중에 신라에 편입되면서 칠토현(漆吐縣)으로 적고 있다. 경덕왕때에 칠제현(漆堤縣)이라 했는데 접도의 塗, 칠토의 吐는 칠제에서 보듯 "둑", 제방의 뜻을 가진다고 본다.

## 역사
- 삼한 시대 : 변진접도국
- 가야 : 칠포국이었다. 2세기 후반 ~ 3세기 초입에 칠포국은 포상팔국에 가맹해 가라국, 신라를 공격하기도 했다.
- 가야 후기 : 구례모라(久禮牟羅) 또는 구례산수(久禮山戍)라 불렸고, 아마도 창원의 탁순국의 영역인 듯 하다.[2]
- 531년 : 백제가 가야 지역을 세력권 아래 넣기 위해 구례모라까지 진주하였다. 이에 탁순국이 신라에 투항했고, 이사부 휘하의 신라군은 구례모라의 백제군을 패퇴시키고 칠원 일대까지 점령했다.
- 신라 : 구례모라를 영토화하고 칠토현(漆吐縣)이라 하였다.
- 757년(경덕왕 16년) : 칠제현(漆堤縣)으로 개칭하고, 옛 탁순국이었던 의창군의 영현이 되었다.
- 고려 시대 : 지금의 이름인 칠원현(漆原縣)이 되었다.
- 1018년(고려 현종 9년) : 현으로 강등당한 의안군 및 구 의안군 내 속현이 일괄 금주(金州)의 속군으로 편입되었다.
- 1391년(공양왕 3년) : 감무를 설치하고 독립했다. 동시에 구산현(龜山縣)이 편입되었다. 이로써 현재의 창원시 마산합포구 구산면 지역은 1906년까지 월경지로써 칠원에 속했다.
- 1413년(조선 태종 13년) : 감무가 현감으로 변경되었다.
- 1601년 : 임진왜란의 후유증으로 인구 및 읍세가 격감되어 창원도호부에 편입되었다.
- 1617년(광해군 9년) : 현이 복구되었다.
- 1759년(영조 35년) : 당시 칠원현의 인구는 2천567 호, 1만953 명이었다.
- 1895년 : 23부(23府)제로 행정구역이 재편되면서 진주부 칠원군이 되었다.
- 1896년 : 13도제로 환원되면서 경상남도에 속했다.
- 1908년 : 행정구역 통합으로 함안군에 합병되었다. 산하 면들이 함안군 칠원면, 칠북면, 칠서면과 창원부 구산면으로 편제되었다.

## 참고 문헌
- 김부식 (1145), 《삼국사기》 〈잡지제삼 지리일(雜志第三 地理一)〉